# Laurentius Hagemann

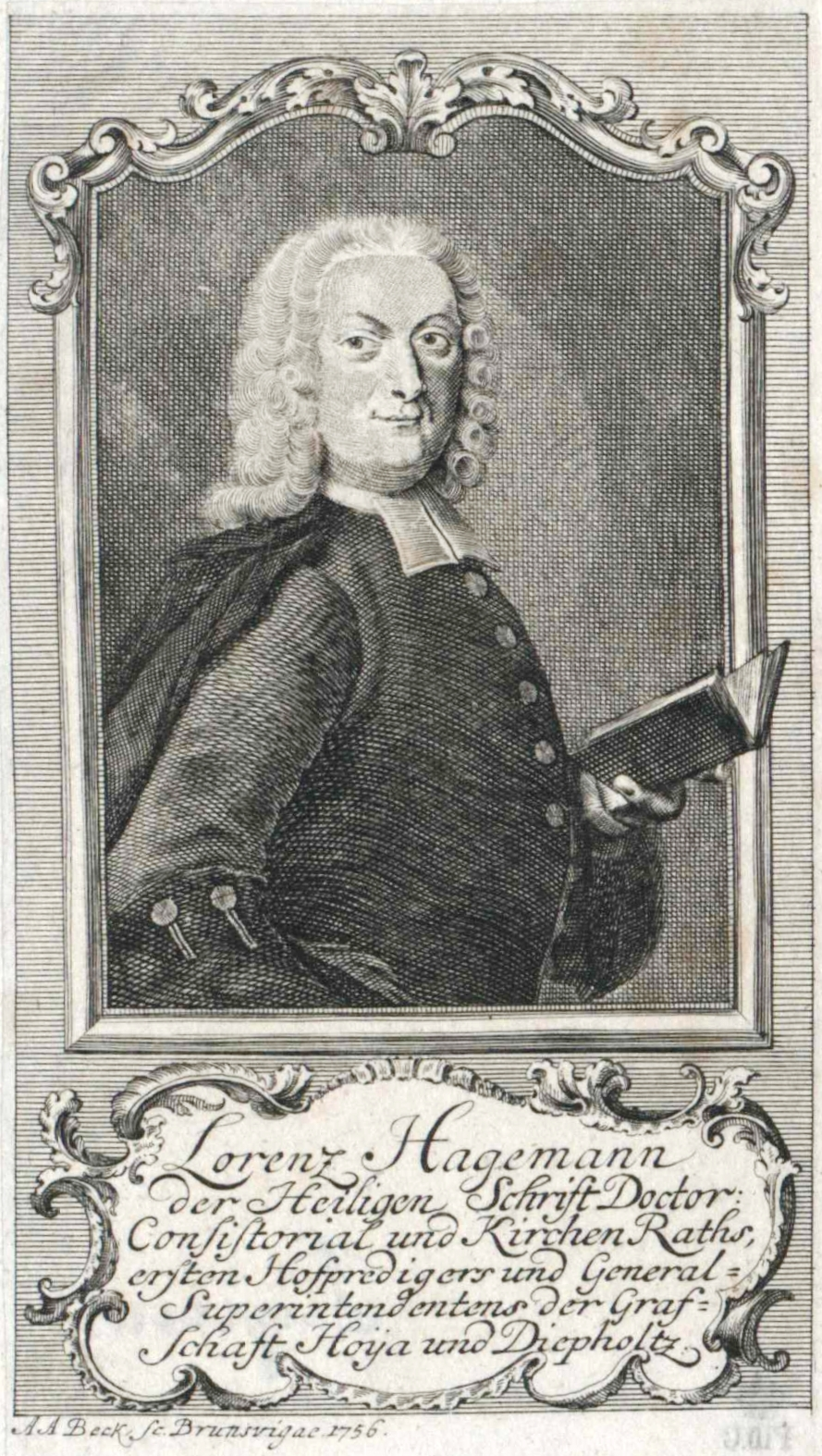
Lorenz Hagemann, Stich von Anton August Beck (1756)

Laurentius Hagemann (geboren 10. August 1692 in Wolfenbüttel; gestorben 2. Mai 1762 in Hannover) war ein deutscher lutherischer Theologe, geistliches Mitglied des Konsistoriums in Hannover und Generalsuperintendent der Generaldiözesen Hoya-Diepholz und Calenberg.

## Leben

### Familie
Laurentius war Sohn des Wolfenbütteler Bürgers Stats Hagemann (1662–1736) und dessen Ehefrau Anna Catharina (Katharina) geb. Glore (gest. 1708).
Er heiratete Anna Maria Welle (1698–1740) und hatte mindestens zwei Töchter, Eva Anna Elisabeth Hagemann (1720–1746), verh. mit dem Amtsschreiber in Lauenburg F. U. C. Bodemeyer, und Sophia Rosine Christine Hagemann (1724–1753).
Mit seiner zweiten Ehefrau Magdalena Sophie Denike (1719–1779), Tochter des Marienwerder Amtsmannes Johann Friedrich Moritz Denicke (1681–1726) und der Juliane Katharina Bußmann (1690–16. Dezember 1773 in Hannover), hatte er weitere vier Kinder.

### Werdegang
Er studierte nach dem Besuch des Gymnasiums in Quedlinburg an den Universitäten Jena und Leipzig Theologie. 1719 wurde er Prediger zu Bodenburg, 1722 Diakon an der Blasius-Kirche Nordhausen.
Zum 1. September 1728 wurde Hagemann nach Hannover berufen zum Pfarrer an der  Altstädter Marktkirche. 1742 wurde er Konsistorialrat sowie Hofprediger an der hannoverschen Schlosskirche.
1746 wurde Laurentius Hagemann erster Hofprediger und zugleich bis 1758 Generalsuperintendent für die Grafschaften Hoya und Diepholz, ab 1758 für das Fürstentum Calenberg.